# 7331 Balindblad
7331 Balindblad eller 1985 TV är en asteroid i huvudbältet som upptäcktes den 15 oktober 1985 av den amerikanske astronomen Edward L.G. Bowell vid Anderson Mesa Station. Den är uppkallad efter den svenske astronomen Bertil Anders Lindblad.
Asteroiden har en diameter på ungefär 22 kilometer.